# Frankenstein (pel·lícula de 1910)
Frankenstein és una pel·lícula de 1910 basada en la novel·la Frankenstein o el modern Prometeu, de Mary Shelley i dirigida per J. Searle Dawley.
Aquesta cinta de 16 minuts és la primera adaptació a la pantalla dels personatges de la novel·la de Mary Shelley i va ser produïda per Thomas Alva Edison. La pel·lícula va ser rodada en cinema mut i càmera fixa en pla general durant tota la seva durada.
Es va rodar en tres dies als edificis Edison Studios del Bronx a Nova York, a pesar que Edison era el seu productor no va tenir una participació activa en la pel·lícula, únicament va posar el seu nom. El director, J. Searle Dawley la va escriure i va dirigir per a la seva visió en el Quinetoscopi. Es va estrenar el 18 de març d'aquell mateix any i va ser una adaptació lliure de la novel·la.
El personatge de Víctor Frankenstein de 35 anys; no era gaire fidel a la visió que va plasmar Shelley a la seva novel·la, no era tan complex ni minuciós, i tenia un semblant semblant al d'un mag, en comptes d'un científic. En la seva primera versió Frankenstein va crear el monstre en un calder bullint a diferència d'altres de posteriors en les quals es valia de l'energia d'un llamp.

## Repartiment
- Augustus Phillips: Dr. Frankenstein
- Mary Fuller: Elizabeth
- Charles Ogle: El Monstre de Frankenstein

## Argument
Victor Frankenstein és un jove estudiant de 35 anys, que tracta de crear la criatura perfecta. Tanmateix, els seus experiments el porten a crear un terrible monstre deforme; que constantment ataca. Però aquella criatura desapareix en mirar-se en un mirall.

## Conservació
Durant molts anys, aquesta pel·lícula, es creia perduda. El 1963, una descripció de l'argument i imatges van anar descobertes publicades a vells arxius d'Edison.
Els anys 50 una impressió d'aquesta pel·lícula va ser comprada per Wisconsin film collector a Alois F. Dettlaff, que no va comprendre la seva raresa fins gaires anys més tard. La seva existència primer va ser revelada a mitjans dels anys 1970. Encara que una mica deteriorada, la pel·lícula estava en condició de ser visible completa, amb títols i tints com el 1910. Detalff tenia una còpia de preservació de 35 mm feta per Jorge Eastman House a finals dels 70.

## Curiositats
En la publicitat de la pel·lícula, l'Edison Film Company va informar que: S'ha intentat eliminar amb compte totes les situacions realment repulsives i concentrar-se sobre els problemes místics i psicològics que es troben en aquest sorprenent relat".